# La tierra purpúrea

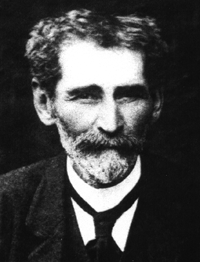
Guillermo Enrique Hudson

La tierra purpúrea es uno de los libros más famosos del escritor argentino, Guillermo Enrique Hudson (W. H. Hudson o William Henry Hudson). Se trata de una novela publicada por primera vez en 1885 y reeditada con modificaciones en Londres en 1904.

## Características de la obra
La novela está ambientada en Uruguay a fines de la década de 1840 o principios de 1850. Relata las aventuras de Richard Lamb por la Banda Oriental en medio de la guerra civil entre blancos y colorados. La historia comienza luego de que Lamb se instala en Montevideo junto a su joven esposa Paquita, tras escapar juntos de Buenos Aires porque la familia de ella se oponía al matrimonio. En Montevideo, Lamb tiene dificultades para conseguir trabajo debido a la parálisis económica generada por la guerra civil. Decide entonces emprender viaje al interior del país para buscar empleo, pero en el camino se encuentra con numerosas vicisitudes que lo alejan de su misión original. Conoce a personajes típicos de la zona rural de Uruguay y tiene aventuras sentimentales. Es tomado prisionero por uno de los bandos de la guerra civil y más tarde participa en una sangrienta batalla. Finalmente logra volver a encontrarse con Paquita, con quien vuelve a Buenos Aires.
La obra ha sido leída como novela de formación, como novela de aventuras, como testimonio de la historia del siglo XIX en Uruguay, como historia de amor romántica y como representación del caudillismo, entre otras interpretaciones.
El título original, The Purple Land that England Lost (La tierra purpúrea que perdió Inglaterra), alude al breve período de ocupación británica durante las invasiones inglesas al Río de la Plata. El título de la segunda edición, de 1904, fue The Purple Land, being the narrative of one Richard Lamb's adventures in the Banda Oriental, in South America, as told by himself (La tierra purpúrea, que es la narración de las aventuras de un tal Richard Lamb en la Banda Oriental, en América del Sur, tal como fueron referidas por él mismo). La modificación del título en la segunda edición pone énfasis en su carácter ficcional, dado que el texto fue catalogado en un principio por la crítica con la etiqueta “viajes y geografía”.
En 1868, según su diario de viaje, en su recorrido por la Banda Oriental, estuvo en donde desde principios del siglo XX, se ubica la Estancia Buen Retiro - Castillo Morató, al este del departamento de Paysandú, llamada por él, "la Virgen de los Desamparados", de grandes cercos de piedra -aún en uso-, de los vestigios de origen de las misiones jesuíticas guaraníes, donde estuvo emplazado el puesto posta San Juan Bautista, de la Gran estancia de Yapeyú, donde se inspiró.

## Opiniones de otros escritores sobre la novela
En 1925, Jorge Luis Borges opinaba de esta obra del «gran Hudson» que se trataba de la «novela primordial del criollismo» y la mejor de la literatura gauchesca. En 1942, elogió de nuevo los «aciertos» del que decía que era uno «de los muy pocos libros felices que hay en la tierra». El ensayo (Sobre The Purple Land) se publicaría en 1952 en el libro Otras inquisiciones.
En opinión de Ezequiel Martínez Estrada, citado por Borges en su ensayo, las últimas páginas de La tierra purpúrea expresan la «justificación de América en comparación con la civilización occidental». 
Ernest Hemingway, en su novela Fiesta, opinaba que se trataba de un libro siniestro si se leía en la madurez: la presentación romántica de los amores y del paisaje nos daban una idea realista de la vida.